# أبو الحسن فروغي
ميرزا أبو الحسن فُروغي (1884 - 9 فبراير 1960) أكاديمي وسياسي ومؤلف إيراني. 

## سيرته
ولد أبو الحسن بن محمد حسين فروغي الأصفهاني عام 1884 في طهران (أو حسب الأوراق الجنسية في 17 مارس 1882) وتعلم بها على شقيقه محمد علي و أكمل تعليمه في العلوم الجديدة والعلوم الإسلامية. ثم قام بالتدريس التاريخ والجغرافيا. وبعد إنشاء دار المعلمين عُيّن مديرا له. قام بنشر بعض مجلات في مجال التعليم والتربية. سافر إلى أوروبا وشارك في المؤتمرات العلمية والأدبية عام 1897 منهم في روسيا وخاركوف. مال إلى الأدب، ونظم بعض الشعر ثم انتقل إلى النشاط السياسي و عُيِّن سفيرا لإيران في سويسرا وممثل في عصبة الأمم (يوليو 1933 - فبراير 1935). وفي 1937 أصبح أستاذا في جامعة طهران بكلية «علوم منقول و معقول» وانضم إلى الأكاديمية الإيرانية للعلوم.

توفي فروغي يوم 9 فبراير 1960/ 12 شعبان 1379 (أو يقال في 27 يناير/27 رجب) حوالي الساعة الخامسة صباحا في طهران. 

## مؤلفاته
- تاريخ الأدب الإيراني
- أوراق مَشوَّش
- ثروة السعادة
- الحضارة والجمع بالفرنسية
- الحداثة والقومية
- شيدوش وناهيد : منظومة شعرية